# Blektjärnen (Marieby socken, Jämtland, 700524-146306)
Blektjärnen är en sjö i Östersunds kommun i Jämtland och ingår i Indalsälvens huvudavrinningsområde.